# Paolo Borgasio
Paolo Borgasio (Feltre, 1466 – Venezia, 1541) è stato un vescovo cattolico e giurista italiano.

## Biografia
Proveniva da una famiglia originaria di Limassol, figlio di Giovanni Vittore (giurista che fu podestà di Trento) e di Corona Brandelizi.
Studiò a Padova e a Bologna, uscendone laureato in utroque iure. Si portò quindi a Venezia per svolgere la professione di avvocato, indirizzandosi verso il foro ecclesiastico.
Successivamente iniziò la carriera ecclesiastica. Fu inizialmente canonico e arcidiacono della cattedrale di Feltre, quindi entrò nelle grazie del cardinale e patriarca di Aquileia Domenico Grimani (del quale fu vicario generale). Fu poi al seguito del cardinale Marco Corner e lo seguì a Roma dove cominciò a lavorare in Curia.
Divenuto referendario delle due Segnature e prelato domestico del papa, il 22 marzo 1516 il Corner gli cedette la diocesi di Limassol.
Venne nominato governatore di Viterbo, ma nel dicembre 1519 la sua ascesa si interruppe improvvisamente: il Corner volle sostituirlo con il primicerio di San Marco Girolamo Barbarigo e non ricevette altri incarichi. I motivi ci sono del tutto ignoti; in ogni caso, il Borgasio dovette lasciare definitivamente la Curia per tornare a Venezia, dove si inserì negli ambienti governativi della Serenissima divenendone uno dei prelati di fiducia.
Nel maggio del 1521 il nunzio apostolico, con il consenso del governo, lo nominò inquisitore per occuparsi di alcuni casi di stregoneria avvenuti nel Bresciano; a settembre, concluso l'incarico, tornò a Venezia per riferire in Senato. Per compensarlo, gli fu concesso l'esenzione dalle decime della sua diocesi.
Questo successo gli aprì la strada verso altri incarichi. Nel settembre 1523, assieme a Marco Antonio Regino, fu nominato collettore ed esattore delle decime venete concesse da papa Adriano VI. Il dicembre successivo presentarono in Senato il resoconto del loro lavoro, durante il quale erano riusciti, non senza difficoltà, a raccogliere somme importanti.
Il governo si servì di lui anche come consulente e giudice in questioni riguardanti benefici e di altro ordine, pur mantenendo sempre un atteggiamento molto cauto. Intervenne, per esempio, nella lite scoppiata tra i Greci residenti a Venezia e il patriarca (1527), avendo quest'ultimo posto il veto sul libero culto della comunità nella sua diocesi; il Borgasio sostenne la politica tollerante della Repubblica in ambito religioso.
Nel 1530 ebbe l'incarico di giudicare il francescano Girolamo Galateo, imprigionato perché accusato di diffondere le dottrine luterane a Padova. Anche in questo caso agì con moderazione, ordinando che fosse liberato una volta che si fosse pentito. Tuttavia il Galateo, una volta scarcerato, tornò alle sue predicazioni e questo attirò l'attenzione del vescovo di Chieti Gian Piero Carafa (futuro papa Paolo IV), il quale denunciò il caso a papa Clemente VII auspicando un'azione di repressione nei territori della Serenissima, troppo tollerante di fronte al dilagare dell'eresia. Grazie all'intercessione del nunzio apostolico Altobello Averoldi, il Carafa ottenne dal pontefice un breve di nomina per giudicare il Galateo; sicché i Veneziani furono costretti ad arrestare nuovamente il frate e a metterlo a disposizione del vescovo che, il 16 gennaio 1531, lo condannò alla pubblica degradazione da eseguire nella basilica di San Marco. La sentenza fu però sospesa dal Consiglio dei Dieci, poco propenso ad assecondare gli eccessi di zelo del Carafa.
Quanto al Borgasio, ormai avanti negli anni, si ritirò progressivamente a vita privata. Sappiamo che 1530 accettò l'incarico di reggere la diocesi di Padova in vece dell'arcivescovo Francesco Pisani, ma non si sa quando lo concluse. Il 14 luglio 1539 si dimise da vescovo di Limassol e si trasferì a Feltre per dedicarsi agli studi.
Spirò a Venezia, dove si trovava per affari. Le esequie si tennero nella chiesa di Sant'Agnese, con l'orazione funebre recitata dal letterato Giovanni Battista Egnazio.
Fu pubblicato postumo (1574) un Tractatus in cui il Borgasio raccoglieva la sua esperienza di canonista.

## Genealogia episcopale
La genealogia episcopale è:
- Arcivescovo Bernardo Zane
- Patriarca Antonio Contarini, C.R.S.A.
- Vescovo Paolo Borgasio